# James Laver
James Laver (14 de março de 1899 - 3 de junho de 1975) foi um historiador inglês de moda. Foi curador no Victoria and Albert Museum em Londres. Ele tem mais de sete livros publicados. Seu único livro traduzido para o português, A Roupa e a Moda - uma História Concisa (São Paulo, 1990), está na bibliografia básica de grande parte dos cursos de moda brasileiros há mais de dez anos.